# ثورفالد يورغنسن

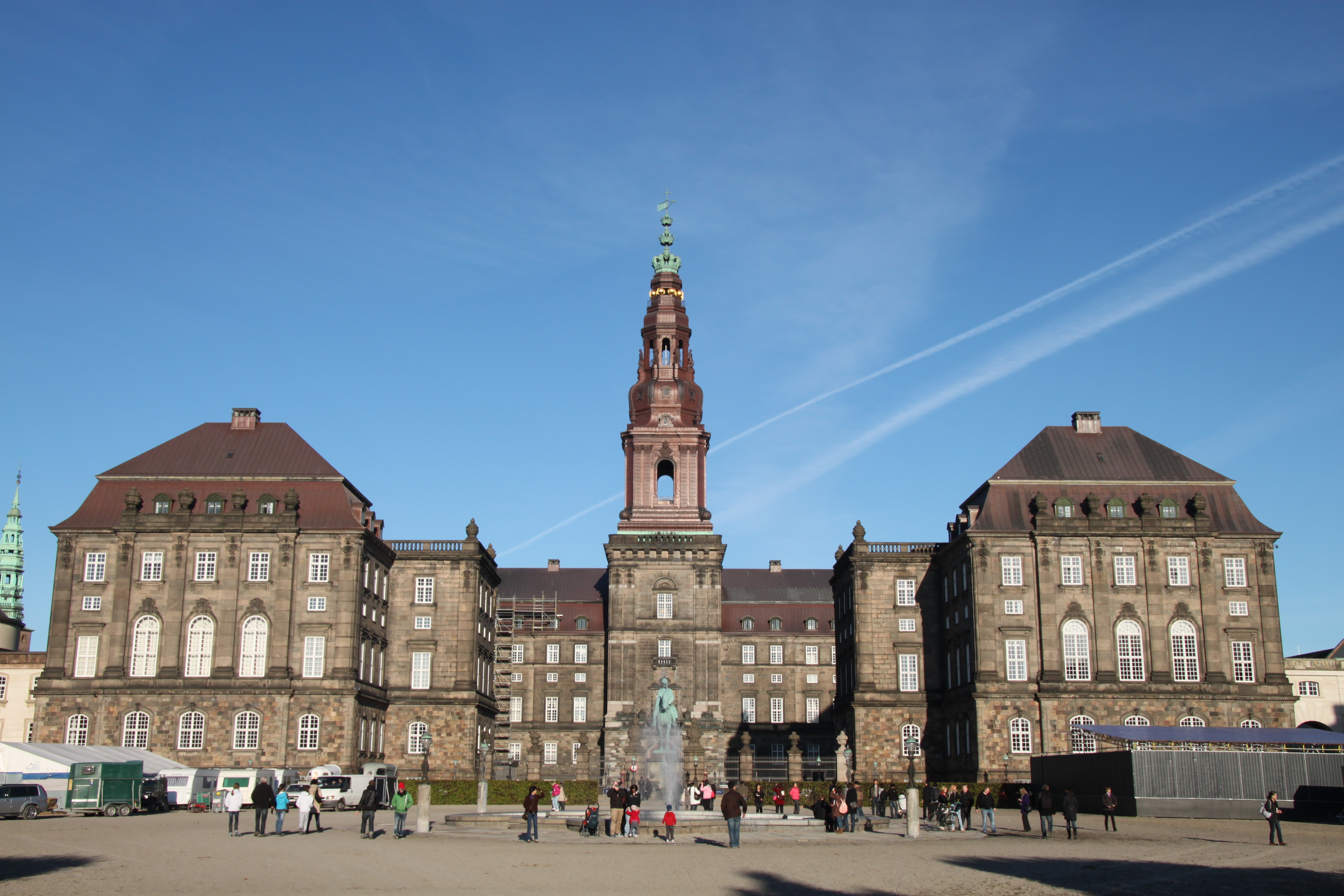
التصميم الثالث (والحالي) لقصر كريستيانسبورغ في كوبنهاغن.

ثورفالد يورغنسن (بالدنماركية: Thorvald Jørgensen ؛ 27 يونيو 1867 - 15 مايو 1946) معماري دنماركي، يشتهر بتصميمه لقصر كريستيانسبورغ في كوبنهاغن، بعد أن كان قد دُمر في حريق عام 1794. وتُعد مشاريع الكنائس من أهم أعماله الأخرى. وقد كان مفتش بناء ملكي من 1911-1938.

## أعماله

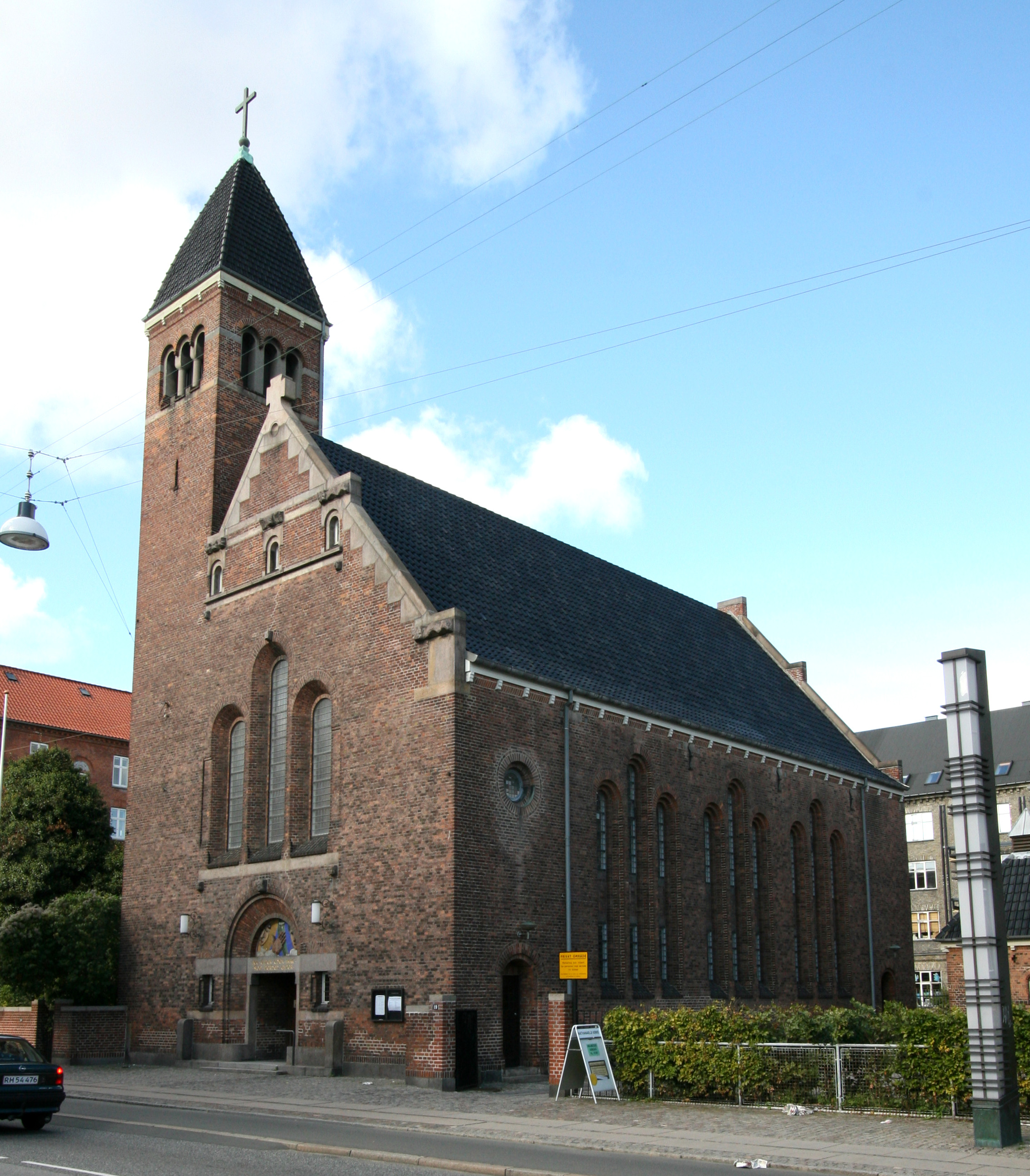
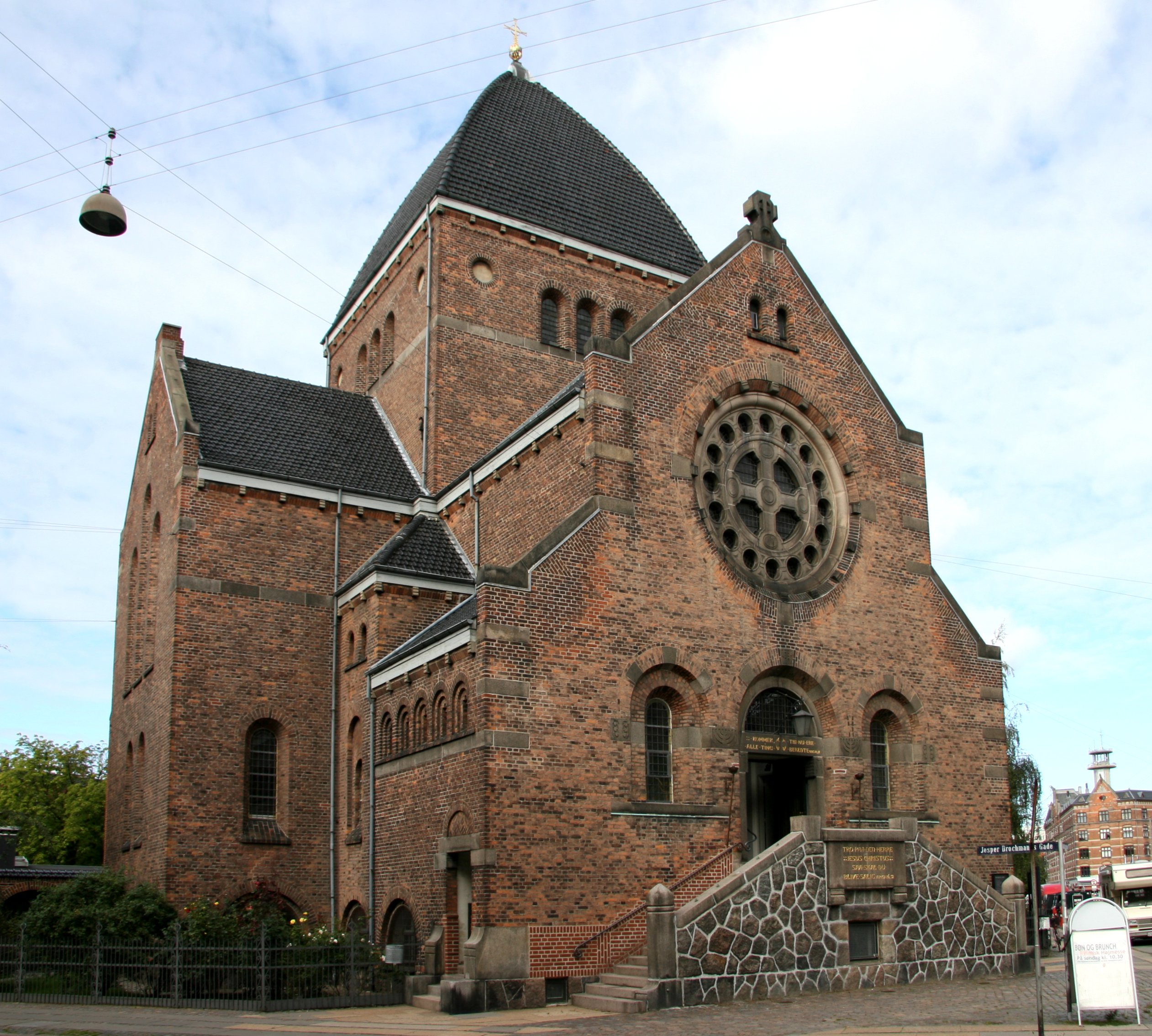
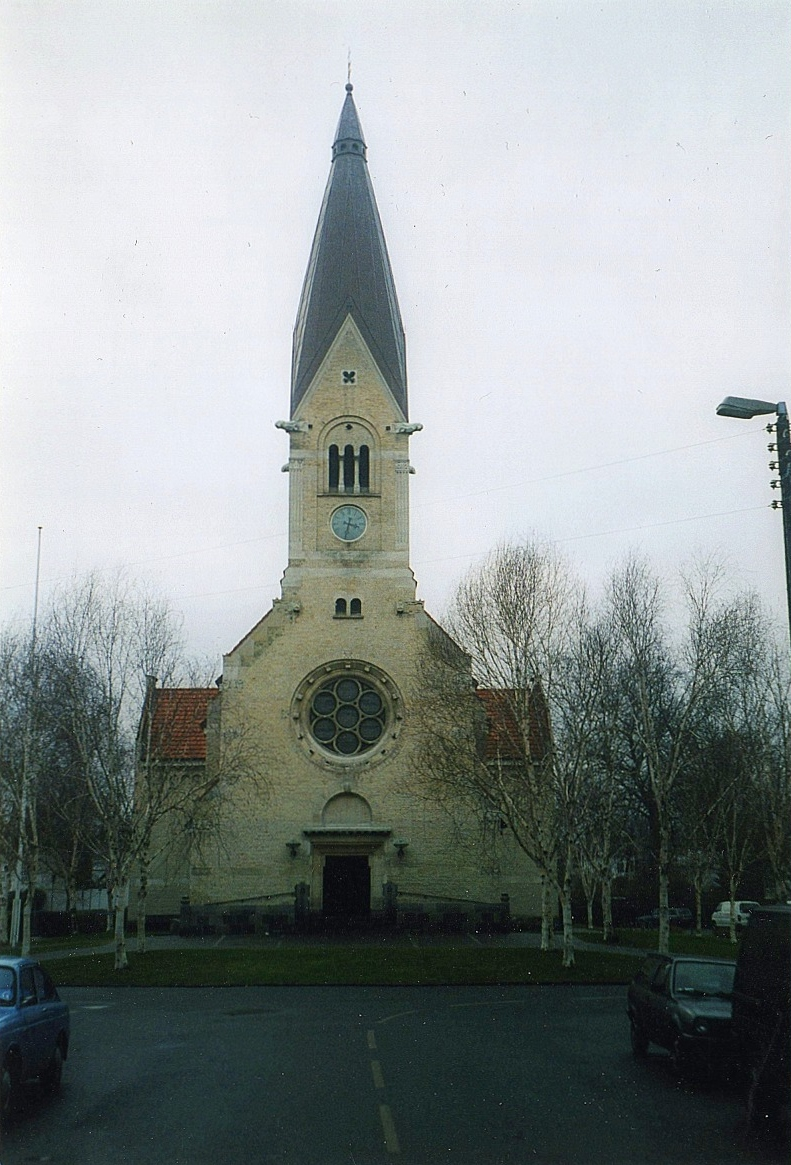
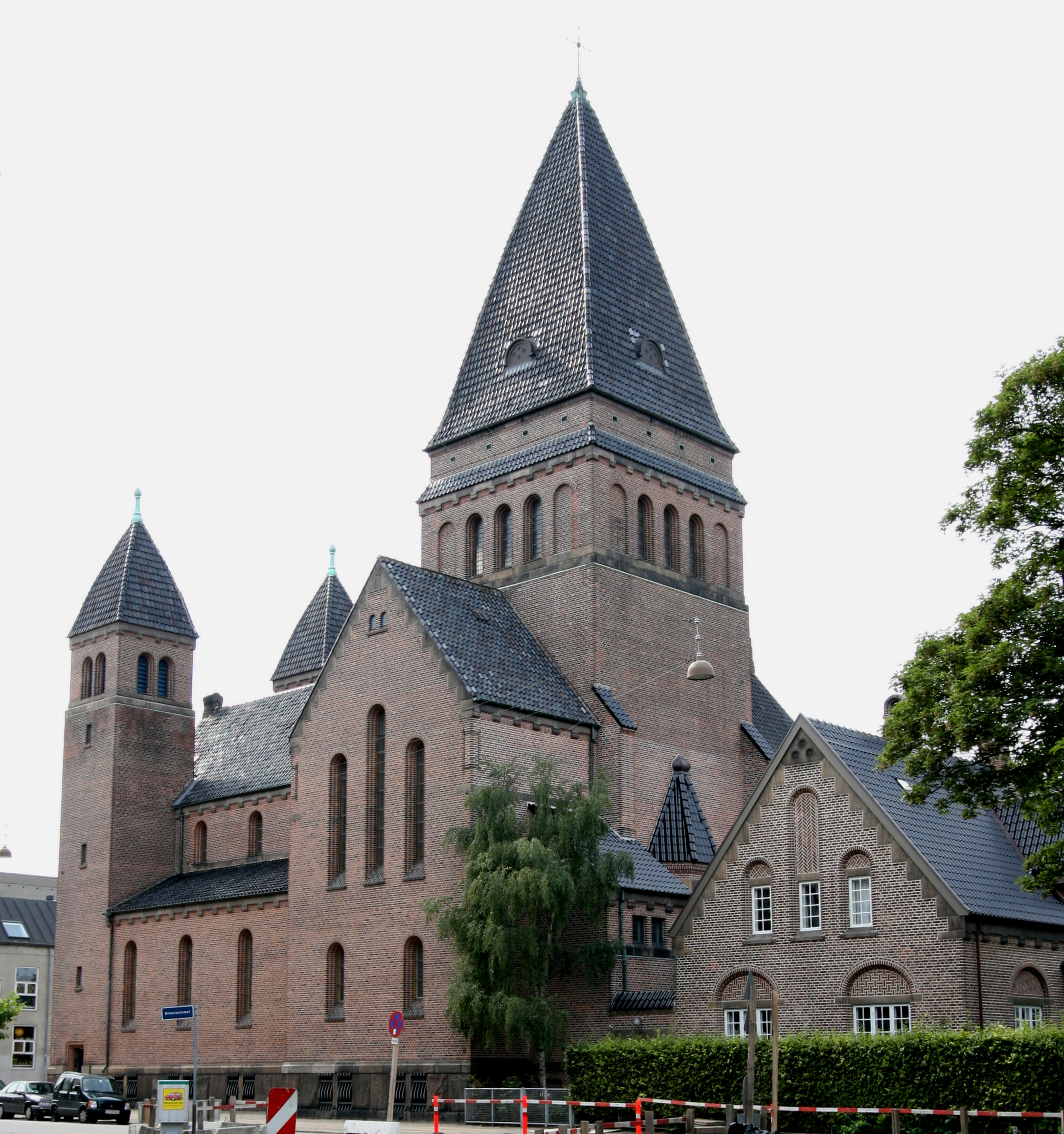
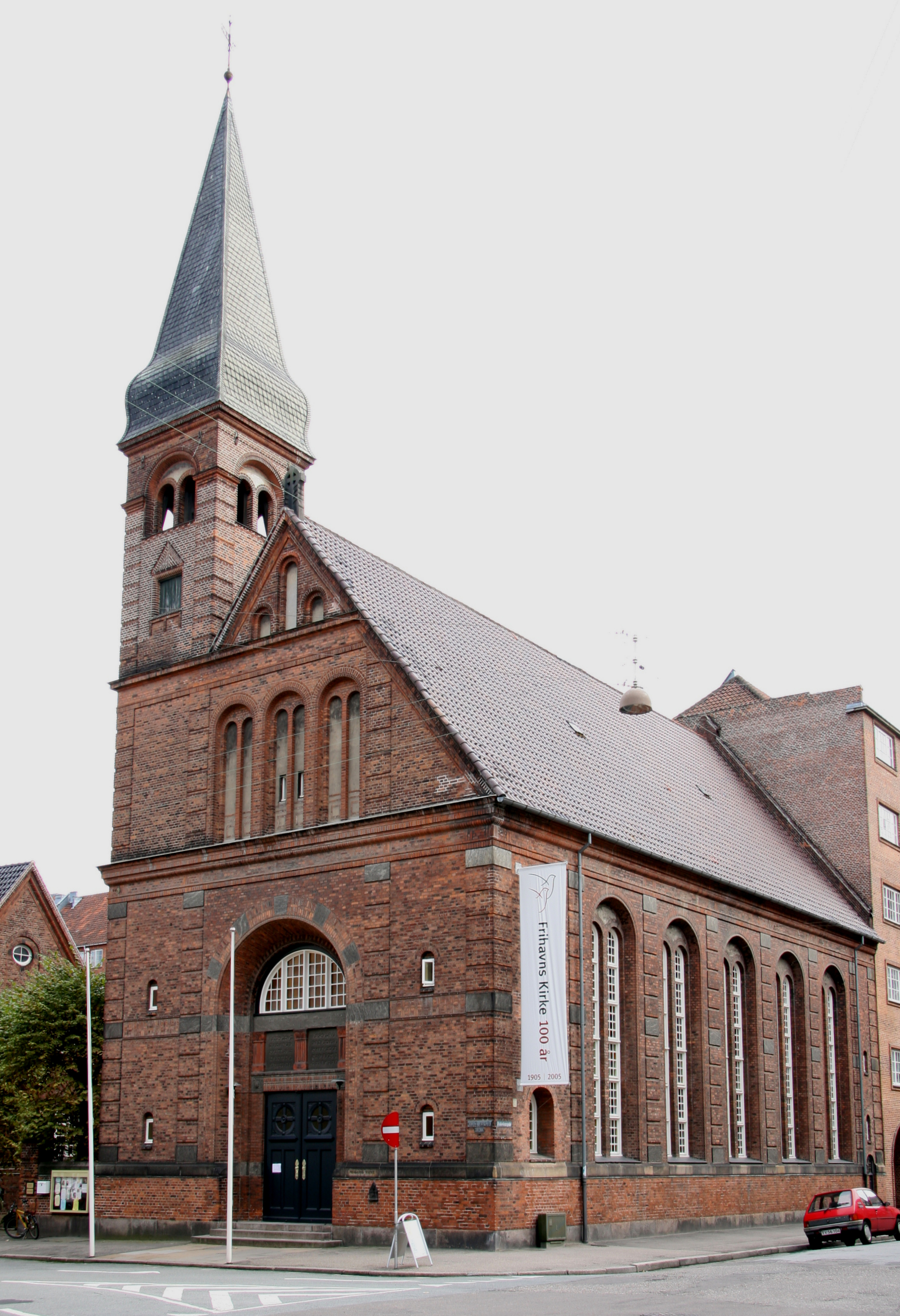
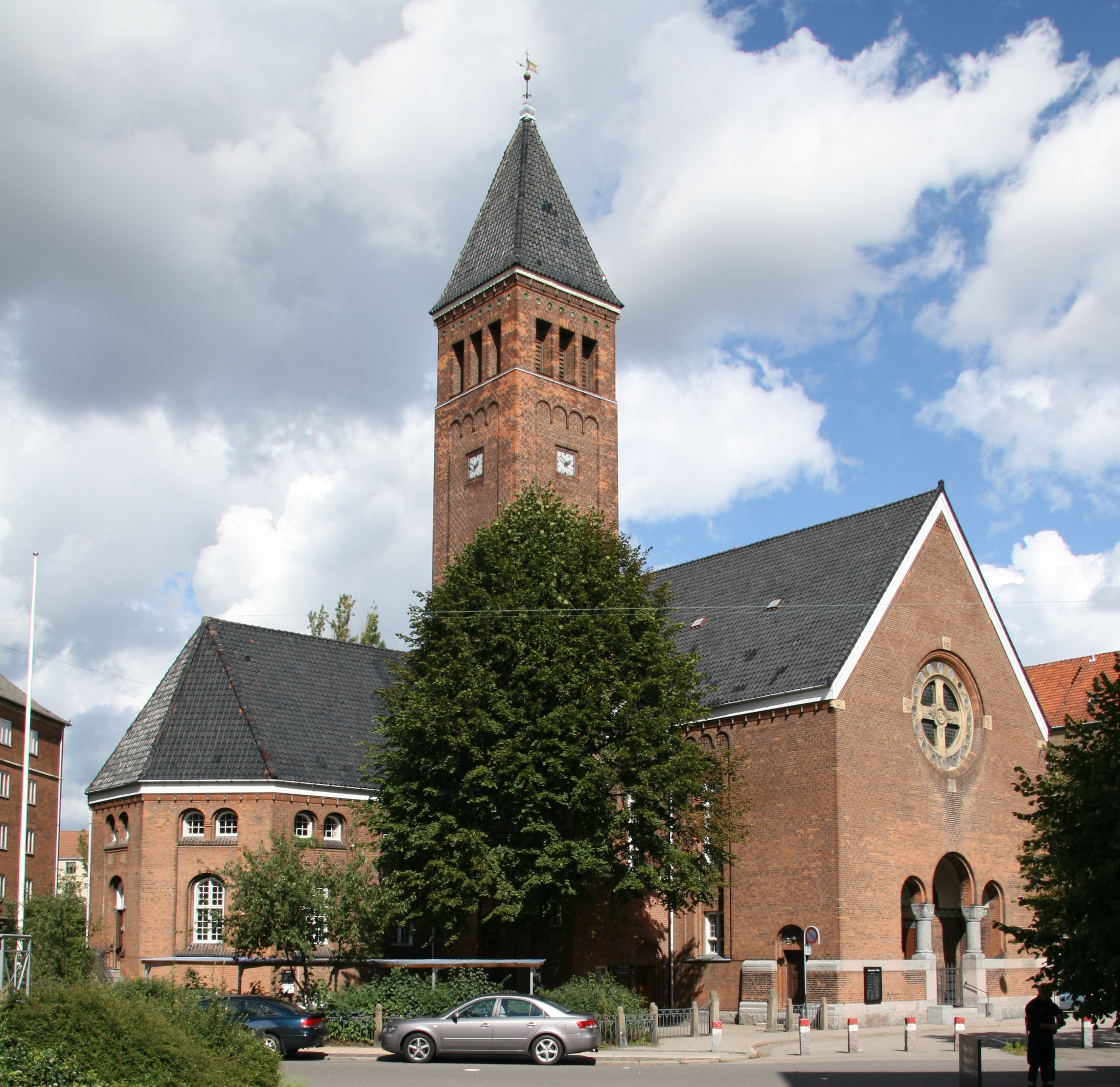

## وصلات خارجية
- موقع قصر كريستيانسبورغ